# Luc-sur-Aude
Luc-sur-Aude är en kommun i departementet Aude i regionen Occitanien  i södra Frankrike. Kommunen ligger  i kantonen Couiza som ligger i arrondissementet Limoux. År 2022 hade Luc-sur-Aude 253 invånare.

## Befolkningsutveckling
Antalet invånare i kommunen Luc-sur-Aude
Referens: INSEE